# Lysmus zanganus
Lysmus zanganus är en insektsart som beskrevs av C.-k. Yang et al in Huang et al. 1988. Lysmus zanganus ingår i släktet Lysmus och familjen vattenrovsländor. Inga underarter finns listade i Catalogue of Life.